# 그래서 나는 안티팬과 결혼했다
그래서 나는 안티팬과 결혼했다(So I Married an Anti-fan)는 김은정의 소설로, 2010년 발간되었으며 여러 매체로 각색되었다.

## 각색

### 만화
세계적인 K-POP 스타 후준과 그의 공식 안티팬 이근영의 24시간 밀착 동거 리얼리티 로맨스.

#### 등장인물
- 후준
- 이근영

### 영화
《그래서 나는 안티팬과 결혼했다》(所以，和黑粉结婚了, So,I Married My Anti-fan)는 중국에서 제작된 김제영 감독의 2016년 멜로/로맨스 영화이다. 찬열 등이 주연으로 출연하였다.

#### 출연

##### 주연
- 찬열
- 위안산산
- 서현
- 강조

##### 기타
- B촬영: 이영진

### 텔레비전 드라마
《그래서 나는 안티팬과 결혼했다》는 2021년 4월 30일부터 2021년 6월 19일까지 방송중인 네이버 tvcast 금토드라마다.

#### 줄거리
K-POP 역사를 새롭게 쓰고 있는 톱스타와 안티팬으로 낙인찍힌 잡지사 기자의 티격태격 스토리를 그린 로맨틱 코미디 드라마.

#### 등장 인물

##### 주요 인물
- 최태준 : 후준 역 (아역 김정철)
- 최수영 : 이근영 역
- 황찬성 : 제이제이 역
- 한지안 : 오인형 역

##### 그 외
- 김민규 : 고수환 역
- 김선혁 : 서지향 역
- 김하경 : 신미정 역
- 동현배 : 한 PD 역
- 임도윤 : 노도윤 역
- 백승헌 : 신혁 역
- 송채윤 : 후준의 열혈팬 역
- 김노진 : 후준의 헤어 및 메이크업 담당 스태프 역
- 유서진 : 잡지사 편집장 역
- 박철민
- 윤복인 : 장화정 역
- 지호성 : 강지혁 역
- 박성일 : 최희건 역
- 김형민 : 로이 안 역
- 박동빈 : 변호사 조해윤 역(후준 부모님 친구역)